# Avellanet (Montferrer i Castellbò)
Avellanet és un nucli de població del municipi de Montferrer i Castellbò i de l'entitat municipal descentralitzada Vila i Vall de Castellbò, a l'Alt Urgell.

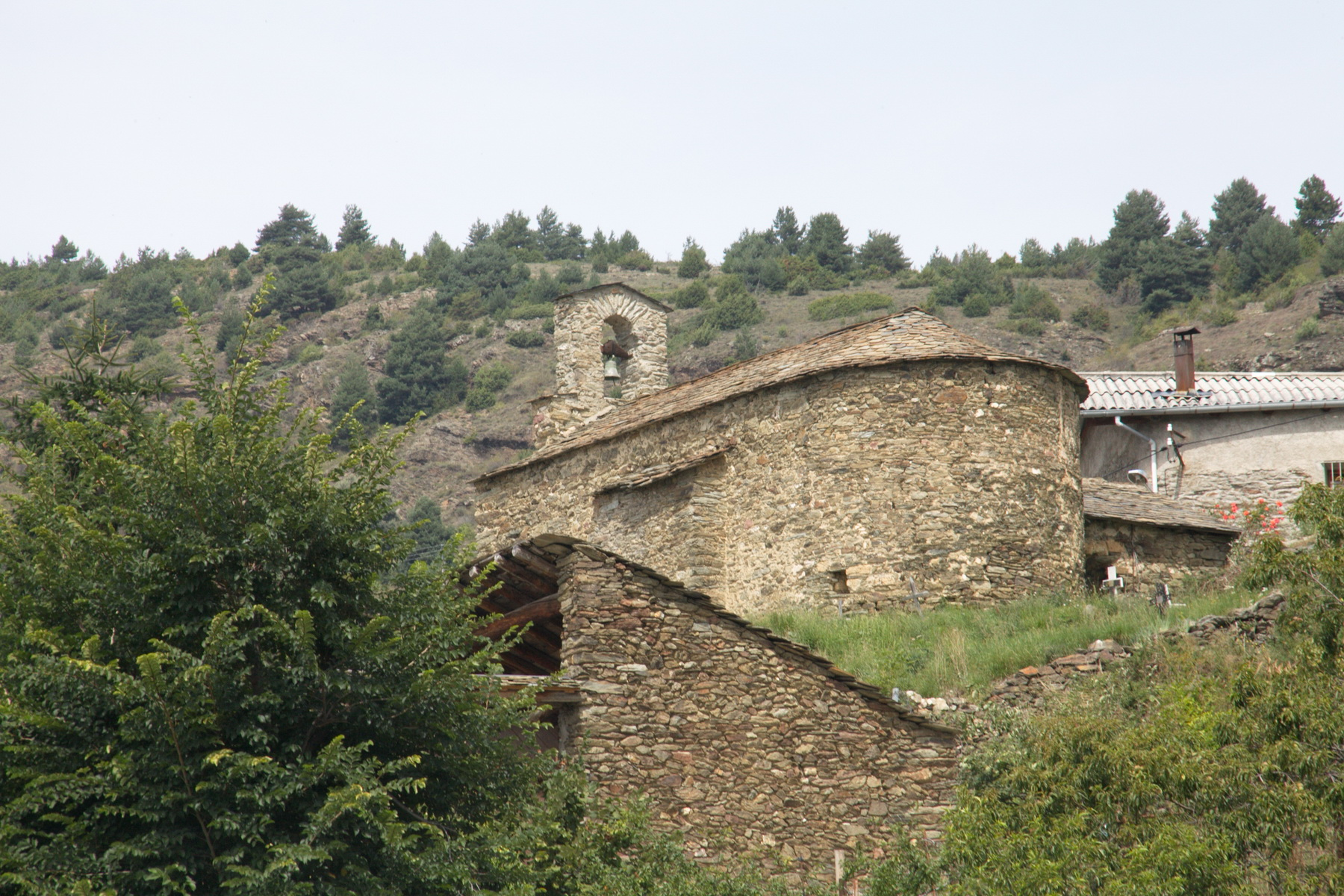
Església romànica al nucli d'Avellanet del Cantó

El poble es troba a 1.264 metres d'altitud, al pendent de la vall de Pallerols. Hi ha una església dedicada a Sant Joan, sufragània de Noves de Segre, l'edifici és d'estil romànic de nau i absis, amb campanar de cadireta refet al mur de ponent. Té la porta a migdia i una sagristia afegida. El poblet és en un coster amb cases separades, però formant un nucli.
La població ha minvat molt d'habitants tot i que es troba al peu de la carretera d'Adrall a Sort pel coll del Cantó, la N-260. El 1857 tenia 58 habitants, el 1960 26, el 1991 10 i 1 el 2019.